# ASOBO
〈ASOBO〉(아소보, アソボ)는 일본의 걸 그룹 NiziU의 두 번째 디지털 싱글이다. 2022년 4월 12일에 Epic Record Japan에서 발매됐다.

## 개요
‘놀고 싶은 마음이 있으면, 일상은 일상은 바뀔 수 있다. 놀고 싶은 마음이 있으면, 어떤 일상이라도 즐길 수 있다’(遊び心があれば、日常は変えられる。遊び心があれば、どんな日常でも楽しめる。)라는 메시지가 담겨져 있다. 노래의 제목인 ‘아소보’(遊ぼう)는 ‘놀자’라는 뜻이다. 하우스 뮤직과 모타운 사운드의 요소를 포함하는 댄스 팝 곡으로 지금까지의 노래에는 없던 구성이다.
발매일인 4월 12일에 닛폰 TV “슷키리”(スッキリ)에 원격 출연했으며 텔레비전 방송 첫 공개이다.

## 수록 내용
| #  | 제목      | 재생 시간 |
| -- | --------- | --------- |
| 1. | 〈ASOBO〉 | 3:01      |

### 참조주
1. ↑  “NiziUの新曲は“お蕎麦”じゃなくて「ASOBO」!遊び心あふれるハウス×モータウンなダンスポップ” [NiziU의 신곡은 ‘오소바’(메밀국수)가 아닌 ‘ASOBO’! 놀고 싶은 마음 넘치는 하우스×모타운한 댄스 팝] (일본어). 音楽ナタリー. 2022년 4월 2일에 확인함.
2. ↑  “NiziU、新曲「ASOBO」を「スッキリ」でTV初披露” [NiziU, 신곡 ‘ASOBO’를 ‘슷키리’로 방송 첫 공개] (일본어). 音楽ナタリー. 2022년 4월에 확인함.